# Hochentzündliche Stoffe

Hochentzündlich
_____________________________
Gefahrensymbol F+

GHS-Symbol

Hochentzündliche Stoffe sind nach Richtlinie 67/548/EWG Gefahrstoffe, die folgende Eigenschaften aufweisen:
- brennbare Flüssigkeiten, die einen sehr niedrigen Flammpunkt (unter 0 °C) und einen niedrigen Siedepunkt (unter 35 °C) haben,
- Gase, die bei Raumtemperatur und normalem Luftdruck in Mischung mit Luft einen Explosionsbereich haben.

Beispiele: Diethylether, Wasserstoff, Ethin, Propan
Inzwischen ist diese Richtlinie aufgehoben und durch das Global harmonisiertes System zur Einstufung und Kennzeichnung von Chemikalien (kurz GHS) abgelöst und am 1. Juni 2015 durch die Verordnung Nr. 1272/2008 (CLP-Verordnung) ersetzt. Damit ist auch das Gefahrensymbol durch das entsprechende GHS-Piktogramm für entzündbare Stoffe abgelöst, welches hochentzündliche, leichtentzündliche und entzündliche Stoffe zusammenfasst.

## Weitere Klassifikationen
- Entzündliche Stoffe
- Leichtentzündliche Stoffe
- Brandfördernde Stoffe

## Verwandte Bereiche
- im Bereich der Baustoffe: Entflammbarkeit vergl. auch Feuerwiderstandsklassen und Brandklasse